# 成渝铁路
成渝铁路是中国西部一条连接四川省成都市与重庆市的铁路，构想以及局部开建于清末、民国时期，全线正式于1950年6月15日动工，并在1952年7月1日全线通车，1987年12月24日电气化，是中华人民共和国成立后修建的第一条铁路干线，也是连接成都与重庆二城之间的首条铁路，属成都铁路局管辖。
成渝铁路从成都二环路北的成都站出发向东行驶，过红花塘站后折向南，沿沱江河谷向南向行驶，过简阳、资阳、资中、内江、隆昌后向东进入重庆市境内，经荣昌、永川后向南沿永川河河谷行驶，至朱杨溪站后沿长江河谷行驶，由南向北驶入终点站重庆，全长505千米。整体上，成渝铁路北接宝成铁路，东联川黔、襄渝铁路和长江航运，南通成昆铁路，是中国西南地区第一条铁路干线。
随着成渝地区其他交通方式不断发展，特别是1995年建成的成渝高速公路以及2015年建成的成渝客运专线，令成渝铁路的客货运量受到了巨大冲击。如今成渝铁路客运仅剩古家沱站与内江站间的5611/5612次列车开行，成都与内江间仅剩货运。

## 修建历史
成渝铁路的建设一波三折，是中国动荡的二十世纪前半叶的缩影。它的前身即川汉铁路在川内的成都至重庆段，因川汉铁路而起的保路运动最终直接导致了辛亥革命的爆发，结束了清政府的统治。

### 局部开工，清朝覆灭
自鸦片战争以来，四川作为西部的一个物产丰富的省份成为了当时诸列强关注之地。英、法、俄等国等皆有意在四川省成都和重庆之间修建铁路，连接到长江的航运。列强的这些举措激起了四川留日学术的抗议和反对，呼吁四川人民通过自办铁路一事来抵抗帝国主义的侵略。
1903年7月（清光绪二十九年），时任四川总督锡良会同湖广总督张之洞，联名奏请清朝政府，要求自主修筑四川成都到湖北汉口铁路。川汉铁路预定线路自四川成都，经内江、重庆、宜昌，终点到达湖北汉口。后来修建的成渝铁路，也就是这条铁路线在四川境内成都到重庆的一段。1904年1月，川汉铁路总公司在成都岳府街成立，采用官商合办方式建设铁路。为筹集资金，四川当局在其州县设置租股局，向农民强行收租。1907年川汉铁路总公司因股筹不清，以及四川官绅的反对转向商办，易名为商办川省川汉铁路有限公司。
川汉铁路因跨越两省，使得铁路的修筑权存在纠纷。1905年，张之洞以越权修路为由，要求湖北人修建湖北境内的铁路。次年两省达成协议，将川汉铁路分为三段修建，即宜昌至万州、万州至重庆、重庆至成都，并商议当四川方面建成“万宜”段铁路后由湖北倍价收回。1907年开工的汉阳至宜昌段的铁路因资金原因而修筑缓慢。因詹天佑身兼京汉和京张铁路的工程职务，川汉铁路四川段的测绘工作由来自广东的工程师胡栋朝进行勘察，确定四川川段路线走向为经重庆巴县、江北、璧山、永川、荣昌、隆昌、内江，资中、乐至后到成都北门。1909年10月8日，詹天佑主持召开了川汉铁路东段宜昌至秭归归州的开工典礼，由詹天佑负责担任的总工程师的宜昌、秭归至万州段于12月日开始进行建设，这也标志着川汉铁路正式开建。1911年5月11日，清朝政府屈从于列强，将川汉铁路为国有铁路，并在5月20日与英、法、德、美（后来加入）四国签订借款合同，将川汉铁路和粤汉铁路的筑路权卖出给列强，同时截止这一年春，四川省绅民股款已积至2000万元，川汉铁路关系到四川人士切身利益，清政府的这一举措便激怒了四川、湖北等地民众，同年6月17日川汉铁路有限公司在成都成立“四川保路同志会”，掀起了“保路运动”。清政府为平息逐渐壮大的保路运动，紧急调集湖北军队入川平乱，这同时也使得湖北武昌兵力空虚，促成武装反抗清政府的武昌起义，成为后来辛亥革命的导火索与开端。

### 承前启后，最终建成
中华民国成立后川汉铁路全线停工，通行路段仅为宜昌到秭归，但修建川汉铁路及其西段成渝铁路的呼声未止，并也曾成立起铁路筹备局和工程局。随着四川军阀内斗的局面的平稳，川汉铁路的修建提上日程。“成渝铁路”这一说法便是在战事平定后的1931年提出。1932年成渝铁路成为四川督军周道刚、刘文辉等人关注的焦点，相继制定了《办法大纲》、进行了征粮税和勘察工作。根据1934年的报道显示成渝铁路在1932交由二十一、四两军附着筹备，因两军爆发战争，成渝铁路再次遭到辍修。刘湘入主成都后，将成渝铁路的修建作为当务之急。为筹集费用，在1933年9月刘湘派顾问朱懋昭一行赴南京请中央拔还之前由交通部接受的成渝铁路存款，以及川路公司的存款，并最终得到了行政院的通过并拔还。之后在刘湘主政下，四川省代表高显鉴与法国代表开展了期半年的谈判，最终于1934年8月2日达成协议，中方收回了成渝铁路的修筑权，计划与法方合作修筑。
1934年南京国民政府势力进入四川，从各种方面决定要建设成渝铁路。后来的1935年后国民政府否决了法国修筑成渝铁路，坚持由中方自主修筑这条铁路，并由中央直接接管重庆市，以及成立了直接隶属于铁道部的成渝铁路工程局。1935铁道部组建“新铁路建设委员会”，计划有四川省政府和中央共同修建。成渝铁路的测绘工作于1936年2月12日开始进行，为期一年，之后又规划了铁路的复线。成渝铁路由官商合办，没有向民间派款，共投资2000万银元。1937年3月21日，成渝铁路开工仪式在成都。重庆二地举行。随着日本全面侵华，抗日战争的爆发，军费的猛增，政府财政吃紧以及赤字高涨，成渝铁路的修建再次陷入困境，工程时断时续。抗战结束后马歇尔曾打算从援助欧洲根的物资中拨出一部分来援建成渝铁路，但随着国共谈判破裂而没有执行。1949年10月12日成渝铁路工程局局长的宣告，除内江沱江大桥二号桥墩尚未出水，成渝铁路的路基工程已经完工。但完成土石方以及桥涵隧道仅占规划的34%，而且寸轨未铺。
1949年6月2日根据毛泽东的指示，邓小平率领第二野战军解放西南地区，自1949年7月16日成立中共中央西南局后，由邓小平担任第一书记。在此之前，邓小平曾向刘伯承说过“我们”等到四川之后一定要把成渝铁路建好。邓小平在1949年6、7月间专程到时任上海市市长陈毅家拜访熟悉成渝铁路的陈修和关于成渝铁路修建的问题。在邓小平的委托下，陈修和联络、组织建立起了几十名铁路技术专家的人才队伍。在此之前第二野战军曾按照中央统一部署组建了一万多人的西南服务团，其中包括了服务团技术大队。这一系列人员为日后成渝铁路的修建作出了极大贡献。1949年11月30日重庆市解放，12月8日邓小平在西南局扩大会议上正式作出建设成渝铁路的决策，之后会议上把成渝铁路的修建作为恢复四川经济的主要途径。邓小平为贯彻执行党中央和政务院的指示，于1950年3月21日在重庆成立“重庆铁路工程局”（后改名为“西南铁路工程局”），同年4月重庆铁路工程局派出第一批工程技术人员重新对成渝铁路进行勘测，5月在军队带头筑路思想指导下，西南军区调集四千余名解放军指挥员前往成渝铁路建设工地。1950年6月15日，成渝铁路开工典礼召开。由西南军区直属部队组成的军工筑路第一总队开赴施工工地，之后又从四川内各军区共调集三万多人进行施工。在抗美援朝期间，曾由四个四川的行署负责员组织领导了十万民工接替修筑，以保证成渝铁路的按期竣工。在成渝铁路修筑进程中除直接受到技术人员的技术支持，技术人才也为当时中国铁路建设制度的变革优化作出了贡献。1952年6月13日，成渝铁路正式贯通，比预期提前了三个月，全线总造价19014万人民币，政府投资15583万人民币，每公里造价37.65万元。共挖掘土石方1460万立方米、开凿隧道14座、修建大桥28座，小桥189座、涵洞446个。1952年7月1日成渝铁路通车典礼在成都和重庆二地举行。1953年12月，为纪念在抗美援朝期间援助建设的数万民工，在内江市梅家山上建立起建筑面积833平方米的“成渝铁路筑路民工纪念堂”，也是目前中国大陆唯一为纪念民工而修的建筑。
在成渝铁路通车三十余年间，因建设标准低，所以曾多次对成渝铁路进行过技术改造和设备更新。1975年成渝铁路部分段开展电气化技术改造工程，1977年国家计划委员会批准通过了成渝铁路电气化改造。1980年3月成渝铁路通信、信号以及电气化等工程开工，采取了分段施工并开通的方式，建设概算为41449万元，1984年2月27日，以成都至资阳段为开端，9月27日到内江、1985年8月13日到永川、12月29日到石场及小南海至重庆西段、1986年12月29日重庆到沙坪坝、1987年12月24日开通小南海至九龙坡、黄沙溪到沙坪坝段。
2012年成渝铁路启动了10年一次，耗资3亿元的大修，对成渝铁路线道砟、钢轨、道岔等进行更换。这次大修后，成渝铁路在运行过程中不再有轮撞击钢轨接头的声响和震动，也使得成渝铁路在部分直线路段提高一定速度。
- 1950年6月7日，西南铁路工程局成立[8]。
- 1950年6月16日，成渝铁路重新开工。
- 1952年6月13日，成渝铁路完工。
- 1953年7月30日，成渝铁路正式通车交付运营。
- 1979年电气化改造开工，1987年12月24日电气化改造完成，牵引定数由1500吨提高到2600吨。
- 1998年全线路运能力达到2876万吨。
- 2010年8月27日，成都至内江段单线计轴自动闭塞改造完成，牵引定数提高到3500吨，成都经内江至六盘水方向出川货运能力得到较大提升。
- 2019年11月18日，成渝铁路重庆站至江津段改造工程建设正式启动。未来3年，该铁路段在总体保留既有线的基础上，进行增建二线的扩能改造，形成双线运输。重庆至江津段既有车站10个，增建二线后合计设站13个。

## 与其他铁路的连接
- 成都站：宝成铁路、成灌铁路。
- 八里站：成昆铁路。
- 龙潭寺站：达成铁路。
- 石板滩站：遂成铁路。
- 归德乡站：归连铁路至威远县连界。
- 资中站：资威铁路至威远县宋家铺。

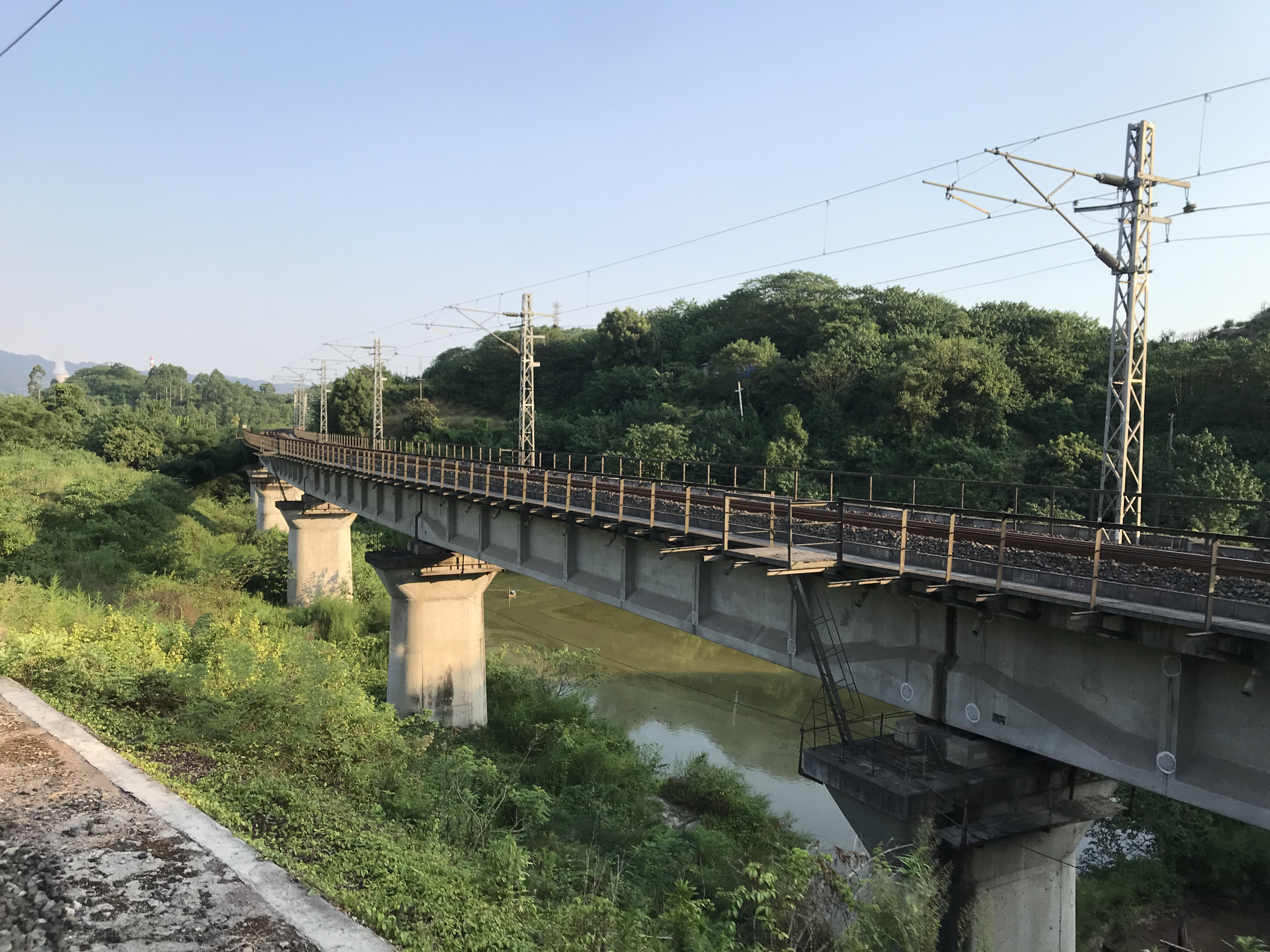
兴珞铁路铜罐驿联络线

- 内江站：内昆铁路(内六铁路，内江至六盘水)。
- 隆昌站：原为隆泸支线至泸州，已延伸到叙永，规划为隆黄铁路。
- 铜罐驿站：兴珞铁路铜罐驿联络线，至团结村、兴隆场编组站。
- 石场站：小梨铁路联络线。
- 小南海站：川黔铁路、小梨铁路。
- 重庆站：成渝客运专线。

- 注意：遂渝铁路和渝怀铁路没有直接连接成渝铁路。在重庆铁路枢纽内，陶家场与铜罐驿站间建有兴珞铁路铜罐驿联络线，石场站与跳蹬站成渝-小梨联络线，小南海站与梨树湾站间建有小梨线。成渝铁路驶向渝怀铁路的列车可经兴珞铁路铜罐驿联络线-兴胡线或成渝-小梨联络线-蔡西线-井歌线疏解，成渝铁路驶向川黔铁路的列车可经小梨支线疏解。

## 图片

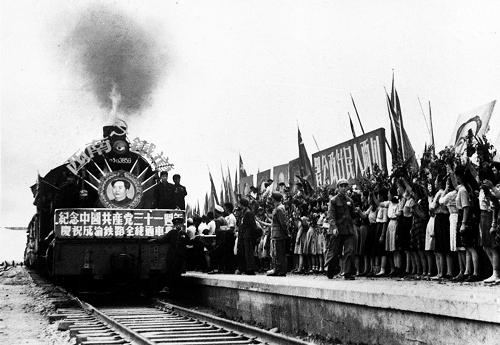
成渝铁路通车典礼
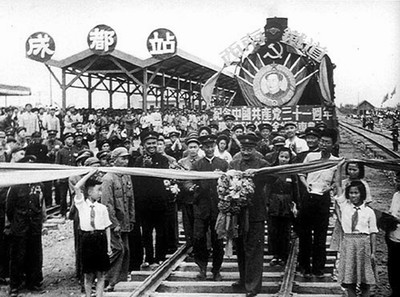
成渝铁路开通剪彩仪式
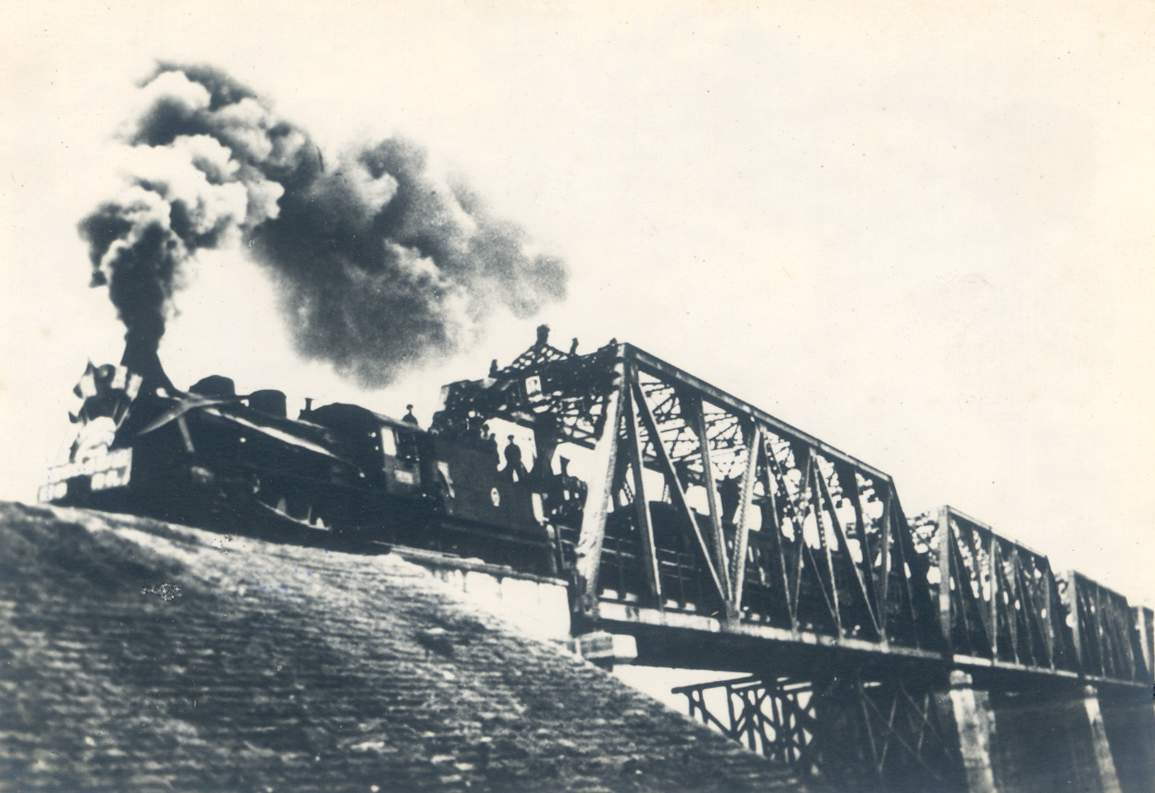
列车经过成渝铁路的沱江大桥
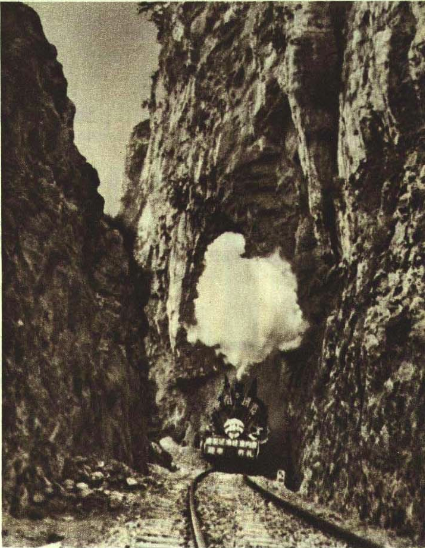
1952年列车行出王爷庙隧道

### 期刊杂志网站书籍
1. ↑  铁道部档案史志中心 (编).  第1版. 北京市: 红旗出版社. 2002年11月: 第532页、第534页. ISBN 7505107712.
2. 1 2 3 4 5  王平. . 《国企》. 2012年, (4): 第120至123页.
3. ↑  俞荣新. . 《福建党史月刊》. 2014年, (7): 第16至18页.
4. ↑  四川省地方志编撰委员会 (编). . 方志出版社. : 第8页.
5. 1 2 3 4  俞荣新. . . 四川省纪念邓小平同志诞辰110周年学术研讨会: 第395至第403页. 2014年.
6. 1 2  高原. . 《巴蜀史志》,. 2010年, (1): 第57至58页.
7. ↑  张光恺. . 《计划与管理》. 1990年, (3): 第61至64页.
8. ↑  刘友莉. . 成都全搜索新闻网. 成都商报. 2009-09-02  [2016-06-06]. （原始内容存档于2017-01-14）.

### 新聞来源
1. 1 2  . 华龙网. 重庆晨报. 2011-09-27  [2016-06-07]. （原始内容存档于2016-08-19）.
2. ↑  四川省档案馆（编）.  (第九卷第一期). 四川月报. 1932年4月: 第72页.
3. ↑  四川省档案馆（编）.  (第九卷第三期). 四川月报. 1934年9月: 第45页.
4. ↑  四川省档案馆（编）.  (第九卷第四期). 四川月报. 1934年10月: 第62页.
5. ↑  四川省档案馆（编）.  (第九卷第四期). 四川月报. 1934年10月: 第86页.
6. ↑  四川省档案馆（编）.  (第九卷第三期). 四川月报. 1934年10月: 第90页.
7. ↑  . 重庆晚报迅网传媒有限公司. 重庆晚报. 2011-03-21  [2016-06-08].[永久]
8. ↑  . 内江新闻网. 内江日报. 2016-05-01  [2016-06-09]. （原始内容存档于2016-10-12）.
9. ↑  王伟. . 华西都市报网. 华西都市报. 2012-07-13  [2016-07-09]. （原始内容存档于2016-08-18）.

## 延伸阅读
1. 新中国档案：成渝铁路——新中国的第一条铁路 （页面存档备份，存于）
2. 共和国的足迹——1952年：成渝铁路通车 蜀道之难改观 （页面存档备份，存于）
3. 铁路与共和国共发展 新中国铁路建设者永远不能忘怀的名字---成渝铁路 （页面存档备份，存于）